# Ledbetter (Kentucky)
Ledbetter è un census-designated place (CDP) degli Stati Uniti d'America, situata nello stato del Kentucky, nella contea di Livingston.